# Jieț, Hunedoara
Jieț este o localitate componentă a orașului Petrila din județul Hunedoara, Transilvania, România.